# Mustafa Gedik
Mustafa Gedik (* 8. Juni 1953 in Ataköy, Trabzon (Provinz); † 15. März 1995 in Samsun) war ein türkischer Fußballspieler, -trainer und -funktionär. Er war eines der wichtigsten und beständigsten Mitglieder jener Mannschaft von Trabzonspor, die als erstes anatolisches Team die türkische Meisterschaft gewinnen konnte und gehörte sechs Spielzeiten der großen Mannschaft dieses Vereins an, die unter dem Spitznamen Karadeniz Fırtınası ab 1975 ein Jahrzehnt lang den türkischen Fußball dominierte.
Da Gedik bei Trabzonspor je nach Bedarf auf unterschiedlichsten Positionen wie Abwehr, Mittelfeld und Sturm eingesetzt worden war, erhielt er den Spitznamen Joker.

## Spielerkarriere

### Verein
Gedik kam im Dorf Ataköy im Landkreis Çaykara der Provinz Trabzon auf die Welt. Während die Anfänge seiner Fußballspielerkarriere unbekannt sind, fiel er das erste Mal während seiner Zeit beim Drittligisten Sebat Gençlik auf. Von diesem Verein wechselte er im Sommer 1978 zu Trabzonspor, dem bekanntesten und erfolgreichsten Verein der Provinz Trabzon.
Dieser Klub war sieben Jahre zuvor durch die Fusion mehrerer örtlicher Vereine gegründet worden und hatte die Absicht, mit örtlichen Talenten die Provinz Trabzon in der 1. Lig zu repräsentieren. Die erste Saison in der höchsten türkischen Spielklasse beendete Trabzonspors Mannschaft auf dem neunten Tabellenplatz und erreichte nebenbei zum ersten Mal in der Vereinsgeschichte das türkische Pokalfinale. In der zweiten Erstligasaison gewann der Klub völlig überraschend die türkische Meisterschaft. Bis zu dieser Saison entschieden die drei großen Istanbuler Vereine Beşiktaş Istanbul, Fenerbahçe Istanbul und Galatasaray Istanbul die Meisterschaft der 1. Lig unter sich. Daneben holte die Mannschaft in dieser Saison den Präsidenten-Pokal und den Premierminister-Pokal. In der Saison 1976/77 gelang dem Verein neben der Titelverteidigung in der türkischen Meisterschaft auch der erste Titel im türkischen Pokal. Damit erreichte der Verein den ersten türkischen Double-Sieg der Vereinsgeschichte. Nach diesen sehr erfolgreichen zwei Spielzeiten vergab der Klub in der Spielzeit 1977/78 die Meisterschaft mit einem Punkt Unterschied an Fenerbahçe, konnte aber die zwei übrigen Pokale holen. Dabei geriet der Klub in große finanzielle Schwierigkeiten und sah die Lösung darin, einige Stars zu verkaufen. Außerdem wollte man im Mannschaftskader einen Umbruch durchführen. Zu diesem Zweck wurden die verkauften Stars durch junge Talente ersetzt, u. a. durch Gedik. Begünstigt durch den Weggang einiger Leistungsträger eroberte sich Gedik gleich in seiner ersten Saison bei Trabzonspor einen Stammplatz. Seine Mannschaft gewann zum Ende der Saison 1978/79 wieder die türkische Meisterschaft und den Präsidenten-Pokal, eine frühere Version des späteren türkischen Supercups. Gedik absolvierte in dieser Spielzeit 30 Pflichtspiele und war damit einer der Spieler mit den meisten Pflichtspieleinsätzen seines Vereins. Während Gedik in seiner bisherigen Karriere immer als Stürmer tätig gewesen war, wurde er bei Trabzonspor je nach Bedarf auf unterschiedlichsten Positionen wie Abwehr, Mittelfeld und Sturm eingesetzt. Daher erhielt er früh wegen seiner Eigenschaft auf unterschiedlichen Position eingesetzt werden zu können den Spitznamen Joker.
In der nächsten Saison, der Saison 1979/80, gelang ihm mit seinem Verein die Titelverteidigung in der türkischen Meisterschaft und im Präsidenten-Pokal. Gedik war in dieser Spielzeit mit 36 Pflichtspielen wieder einer der meisteingesetzten Spieler seines Vereins. Auch in der nachfolgenden Spielzeit gelang Gediks Team die Titelverteidigung in der türkischen Meisterschaft. Dadurch gelang Trabzonspor nach Galatasaray Istanbul als zweitem Verein das Kunststück, dreimal in Folge die türkische Meisterschaft zu gewinnen. Nach diesen erfolgreichen drei Saisons vergab Trabzonspor die Meisterschaft mit einem Punkt an Beşiktaş und blieb auch nach langer Zeit erstmals wieder titellos. Mit der Saison 1982/1983 verlor Gedik allmählich seinen Stammplatz in der Mannschaft und absolvierte 13 Ligaspiele mit zwei Toren. Seine Mannschaft verfehlte in dieser Spielzeit wieder knapp die türkische Meisterschaft, konnte aber den Präsidenten-Pokal holen. Nach diesen weniger erfolgreichen Spielzeiten investierte der Klub im Sommer 1983 in neue Spieler und holte aufstrebende Jungspieler wie Hasan Şengün, Hasan Vezir und Kemal Serdar. Mit diesen Verstärkungen erlebte Trabzonspor einen guten Start in die Spielzeit 1983/84 und lieferte sich mit Fenerbahçe Istanbul und Galatasaray Istanbul ein Kopf-an-Kopf-Rennen um die türkische Meisterschaft. Vor dem 26. Spieltag belegte Trabzonspor mit lediglich einem Punkt Vorsprung zu den beiden Kontrahenten den 1. Tabellenplatz. Bereits in der Samstagspartie dieses Spieltages unterlag Galatasaray mit 0:3 Orduspor und ermöglichte so Trabzonspor, durch einen Auswärtssieg gegen den anderen direkten Konkurrenten Fenerbahçe eine erste Vorentscheidung Richtung Meisterschaft zu erreichen. In der hart umkämpften und mit 26.000 Zuschauern ausverkauften Partie lieferten sich beide Mannschaften ein packendes Spiel. Trabzonspor gewann das Spiel durch ein Tor von Hasan Şengün in der 89. Minute mit 1:0. Durch diesen Sieg machte der Verein einen wichtigen Schritt Richtung Meisterschaft. Die verbliebenen Spieltage behielt die Mannschaft souverän den Punktevorsprung und erreichte die sechste und vorerst letzte Meisterschaft der Vereinsgeschichte. Gedik absolvierte in dieser Spielzeit nur eine Liga- und eine Pokalpartie. Mit Trabzonspor gewann Gedik in dieser Saison auch den türkischen Fußballpokal und war am zweiten und letzten türkischen Double-Sieg Trabzonspors beteiligt. Nach dieser Saison beendete er im Sommer 1984 seine Karriere.

### Nationalmannschaft
Gedik wurde im September 1981 vom Nationaltrainer Fethi Demircan im Rahmen eines Qualifikationsspiels zur Weltmeisterschaft 1982 gegen die Nationalmannschaft der UdSSR zum ersten Mal für das Aufgebot der türkischen Nationalmannschaft nominiert und gab in dieser Begegnung sein A-Länderspieldebüt. Das Spiel fand in Moskau statt und wurde mit 0:4 verloren. Anschließend fand er keine Berücksichtigung mehr.

## Trainerkarriere
Gedik begann seine Trainerkarriere 1989 bei Trabzonspor mit einer Nachwuchstrainertätigkeit.
Ab dem März 1993 begann er als Co-Trainer von Şenol Güneş, seinem ehemaligen Mannschaftskapitän aus seiner Spielerzeit, und assistierte diesem bis zum Sommer 1994.

## Erfolge
Mit Trabzonspor
- Türkischer Meister: 1978/79, 1979/80, 1980/81, 1983/84
- Türkischer Pokalsieger: 1983/84
- Präsidenten-Pokalsieger: 1978/79, 1979/80, 1982/83